# Barrio La Ribera - Barrio APYCAR
Barrio La Ribera - Barrio APYCAR es una localidad censal definida por el INDEC en los últimos tres censos nacionales, en el municipio de General Roca, departamento General Roca, provincia de Río Negro, Argentina. Se encuentra 5 km al sur del centro de General Roca, entre el autódromo Parque Ciudad y el río Negro. El municipio de Río Negro lo declaró área de especial de interés social mixta (rural y residencial). El nombre de La Ribera proviene de estar en la margen izquierda del río Negro, mientras que APYCAR es la sigla de Asociación Pesca y Caza Rionegrina, que desarrolló un balneario sobre el mismo río.
Cuenta con un centro de salud del cual depende el puesto del Barrio La Costa. La isla 32 frente a la cual se ubican los barrios es un área recreativo de la ciudad, encontrándose frente a ella en la zona de APYCAR once clubes privados.

## Población
Cuenta con 470 habitantes (Indec, 2010), lo que representa un descenso del 22% frente a los 605 habitantes (Indec, 2001) del censo anterior.
| Gráfica de evolución demográfica de Barrio La Ribera - Barrio APYCAR entre 1991 y 2010 |
|                                                                                        |
| Fuente: Censos nacionales del INDEC                                                    |

## Imágenes

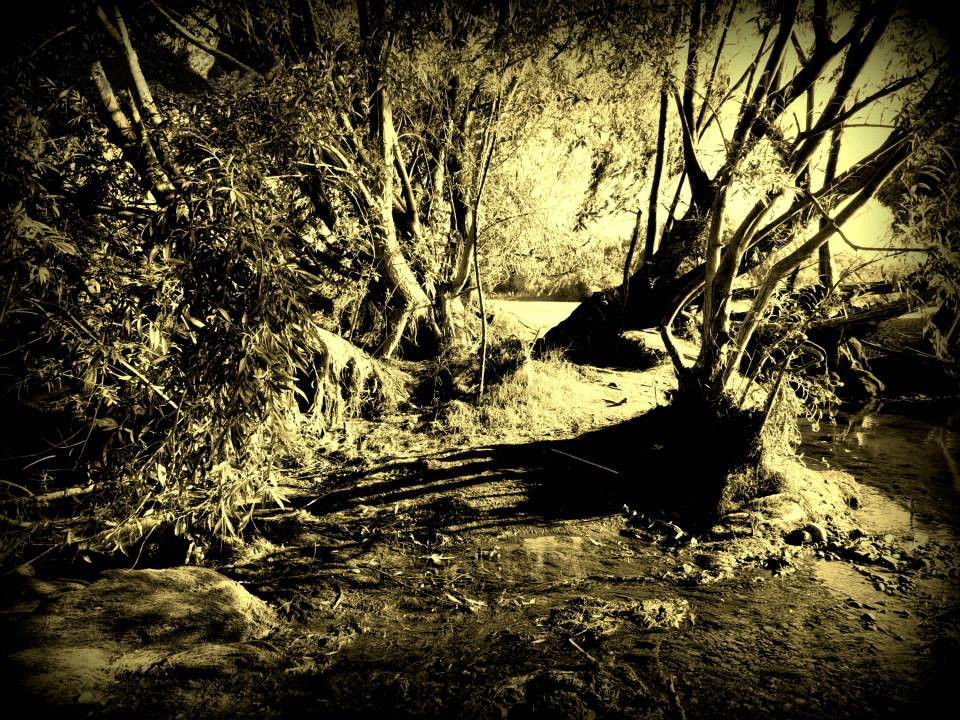
Rastros de las crecidas de 2010 en La Ribera.
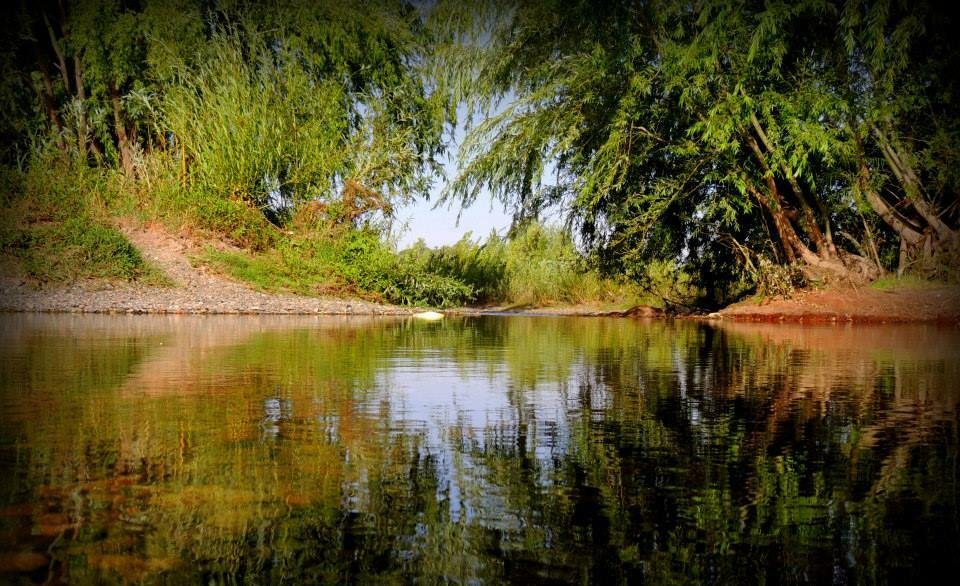
La Ribera de Gral Roca es un lugar muy tranquilo.
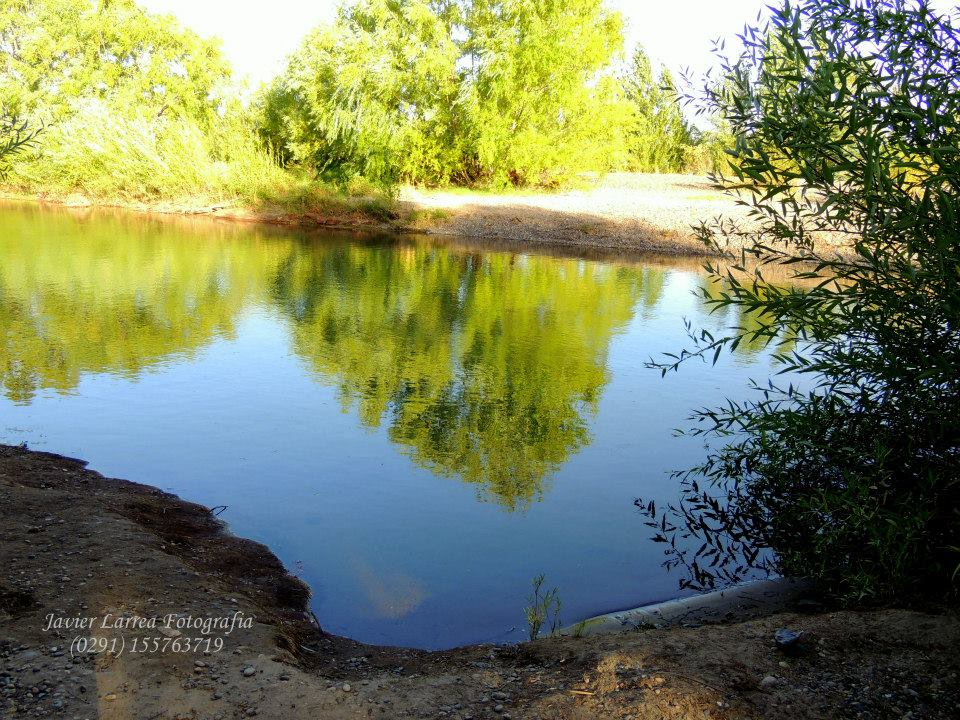
La Ribera de General Roca es uno de los lugares con mayor tranquilidad en el sector para ser disfrutado en familia.
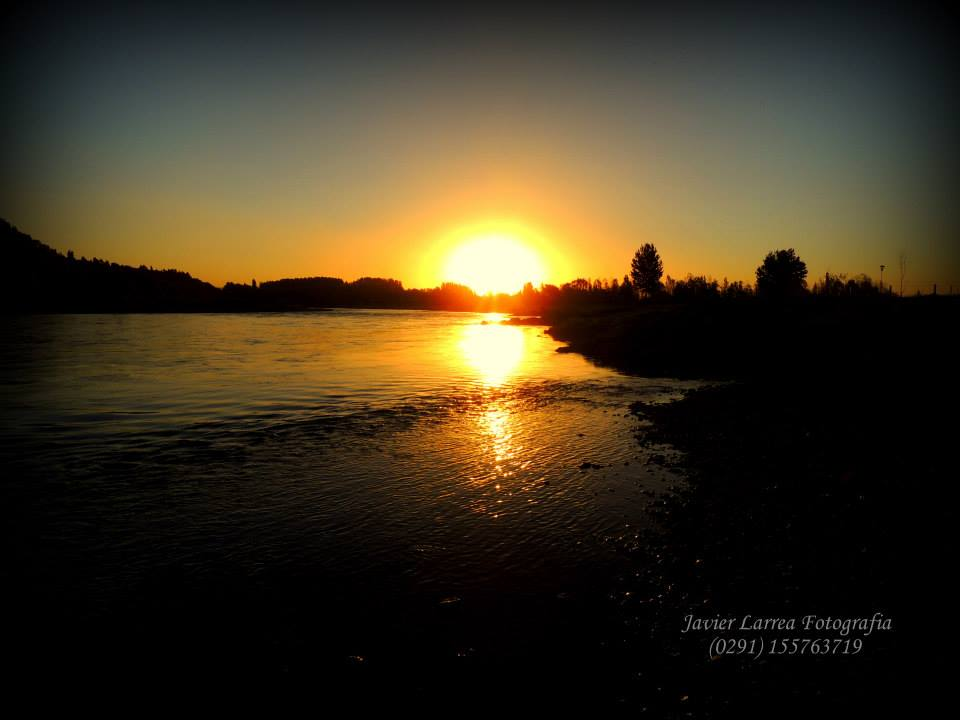
Atardecer.